# Gaffer
Een gaffer (of hoofd belichting in het Nederlands) is een beroep uit de filmindustrie. Een gaffer heeft de verantwoordelijkheid over het licht en de elektriciteit op een filmset. Een goede gaffer kan een filmset omtoveren tot een felverlichte kamer, een donker metrostation of een zonsopkomst. De gaffer stelt zich in naar de wensen van de director of photography, en realiseert vervolgens op basis daarvan en op basis van zijn eigen wensen en ervaringen het product. De assistent van de gaffer wordt best boy genoemd. Naast de best boy als assistent van de gaffer (ook: best boy electric) is er nog een best boy grip, assistent van de key grip.
Het woord is afgeleid van de gaffel (in het Engels: gaff) waarmee van oudsher de lampen voor de belichting werden verplaatst.

## Trivia
- Gaffertape is een plakbandsoort die veel wordt gebruikt om bekabeling mee weg te werken, niet te verwarren met ducttape. De naam is afgeleid van de gaffer.